# Tatár Endre (színművész, 1941–2006)
ifj. Tatár Endre névvariás: Tatár Endre (1941. – 2006. február 18. előtt ) magyar színész.

## Életpályája
Színész családból származik. Apja, nagyapja is színész volt. 1959-ben kezdte színészi pályáját, a szolnoki Szigligeti Színházban, ahol együtt játszott édesapjával id. Tatár Endrével is. 

„Fújtam a bariton szólamot, táncoltam, statisztáltam, boldog voltam, ha két-három mondatot rám bíztak. Nem szégyellem, hogy végigjártam a szamárlétrát, mert alapos gyakorlatot szereztem.”

1969-től a kaposvári Csiky Gergely Színház művésze volt. 1972-től egy évadot a kecskeméti Katona József Színháznál töltött. 1973-tól az Állami Déryné Színházhoz szerződött. 1975-től a Békés Megyei Jókai Színház, 1978-tól a debreceni Csokonai Színház színésze volt. 1981-től alapító tagja volt a nyíregyházi Móricz Zsigmond Színház állandó társulatának, 1985-ig játszott itt. Nyugdíjas korában is atletizált, futott. 2006-ban 64 éves korában Szegeden hirtelen, sporthalálban hunyt el.

## Fontosabb színházi szerepei
- William Shakespeare: Sok hűhó semmiért... Don Pedro
- William Shakespeare: Lear király... A francia király
- William Shakespeare: Hamlet... Bernardo
- William Shakespeare: Makrancos Kata... Tranio, Lucentio szolgája
- William Shakespeare: 	III. Richárd... Második nemes
- Carlo Goldoni: A kávéház... Borbélysegéd
- Benjamin Jonson: Volpone... Mosca
- Friedrich Schiller – Carlo Gozzi: Turandot... Ismáel
- Alexandre Dumas: A három testőr... XIII. Lajos
- Lope de Vega: A kertész kutyája... Furio
- John Steinbeck: Lement a hold... Tom Anders
- Bertolt Brecht: II. Edwárd... Berkeley gróf
- Anton Pavlovics Csehov: Cseresznyéskert... Egy vándorlegény
- Mihail Afanaszjevics Bulgakov: Fehér karácsony... Sztudzinszkij
- Vaszilij Vasziljevics Kandinszkij: Idegengyermek... Jása
- Anton Szemjonovics Makarenko: Az új ember kovácsa... Matvej, a Gorkij-telep lakója
- Jacques Deval — Nádas Gábor – Szenes Iván: Potyautas... Raoul
- Pierre Barillet – Jean-Pierre Grédy – Nádas Gábor – Szenes Iván: A kaktusz virága... Bárénekes
- Neil Simon: Furcsa pár... Roy
- Tadeusz Różewicz: Kartoték... Első aggastyán; Micisapkás pacák
- Eldar Alekszandrovics Rjazanov: Ma éjjel megnősülök... Iván
- Franz Gribitz – Therese Angeloff: Bel Ami...  Potin, újságíró
- Fazekas Mihály: Ludas Matyi... Fiatal paraszt; Csizmadia
- Heltai Jenő: A néma levente... Tiribi
- Gárdonyi Géza: Ida regénye... Londiner
- Móricz Zsigmond: Úri muri... Mákos
- Móricz Zsigmond: Légy jó mindhalálig... Gyéres
- Nagy Lajos: Új vendég érkezett... Vályi-Verasek, festőművész
- Barta Lajos: A sötét ház... János, szökött katona
- Örkény István: Macskajáték... Pincér
- Fejes Endre: Rozsdatemető... Szűcs Béla
- Sarkadi Imre: Oszlopos Simeon... Jób
- Szüle Mihály: Egy bolond százat csinál... Rudi, jazz karmester
- Szedő Lajos: Kinn vagyunk a vízből... Táncdalénekes
- Csizmarek Mátyás: Érdekházasság... Szabó István
- Gádor Béla: Lyuk az életrajzon... Őrmester
- Csurka István: Házmestersirató... Rudi
- Szabó Magda: Régimódi történet... Anzelm
- Tamási Áron: Boldog nyárfalevél... Tódor, fogságból hazatérő katona, Gellért barátja
- Gáspár Margit: Kilépek a történelemből... Tádé
- Kertész Imre: Bekopog a szerelem... Feri
- Abay Pál: Ne szóljatok bele!... Géza
- Kövesdi Nagy Lajos: Szegény kis betörő... Énekes
- Szabó Tünde – Muszty Bea – Dobay András: Kvantum Fantum csapdája... Mimikron Apó, a bölcs kóbor elektron
- Csoma Sándor: Óh, azok a régi szép házasságok... Az örök harmadik
- Szinetár György – Behár György – Szenes Iván: Susmus... (tánc)
- Szinetár György – Behár György – Szenes Iván: Fogad 3-5-ig... Sarkantyús János
- Kaszó Elek – Tóth Miklós – Hajdu Júlia: Füredi komédiások... Ulánus hadnagy
- Johann Strauss: A denevér... Orlovszky herceg
- Johann Strauss: Mesél a bécsi erdő... Ifj. Strauss János
- Ábrahám Pál: Hawaii rózsája... Sunny
- Eisemann Mihály: Én és a kisöcsém... Énekes
- Farkas Ferenc: Csínom Palkó... Rézangyal
- Huszka Jenő: Mária főhadnagy... Raksányi, jurátus
- Lehár Ferenc: Luxemburg grófja... Saville
- Kálmán Imre: A montmartre-i ibolya... Henry
- Kálmán Imre: Cigányprímás...  Gaston, Commercy grófnő fia
- Kálmán Imre: Cirkuszhercegnő... Őrmester
- André Michel – Fényes Szabolcs – Szenes Iván: Lulu... Emile
- Fényes Szabolcs: Maya... Szállodaigazgató

## Filmek, tv
- II. Edward (színházi előadás tv-felvétele, 1970)[6]

## Önálló est
- Federico García Lorca versei